# Longyearbyen

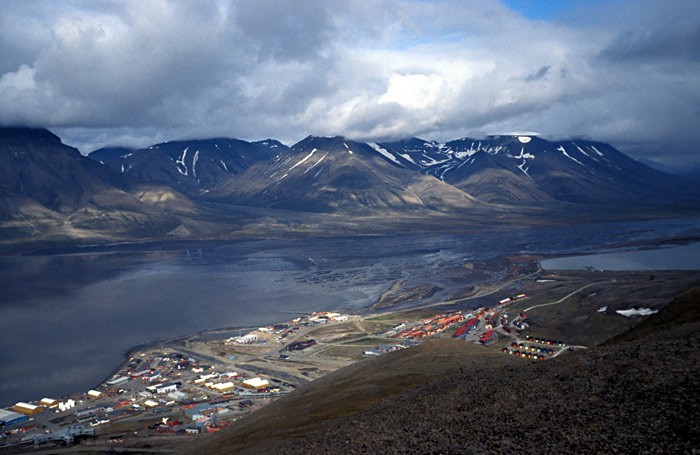
Letecký pohled na Longyearbyen a okolí

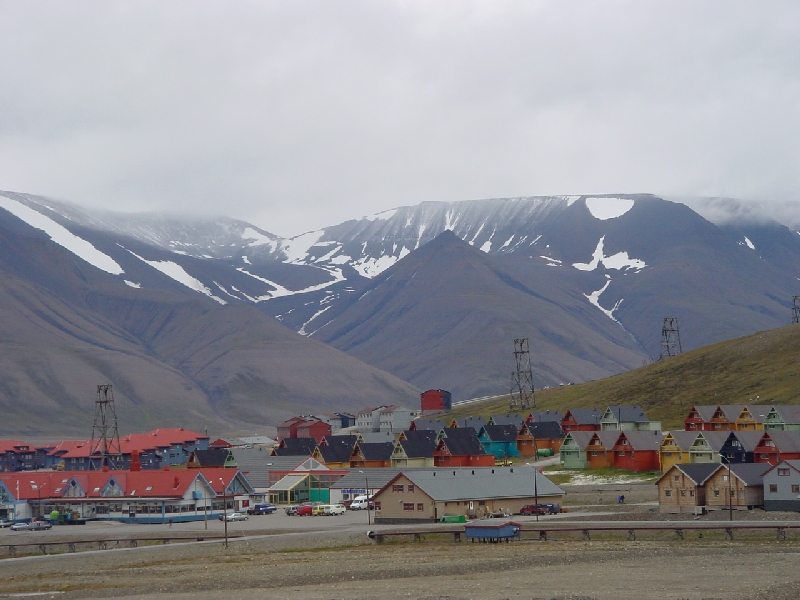
Longyearbyen

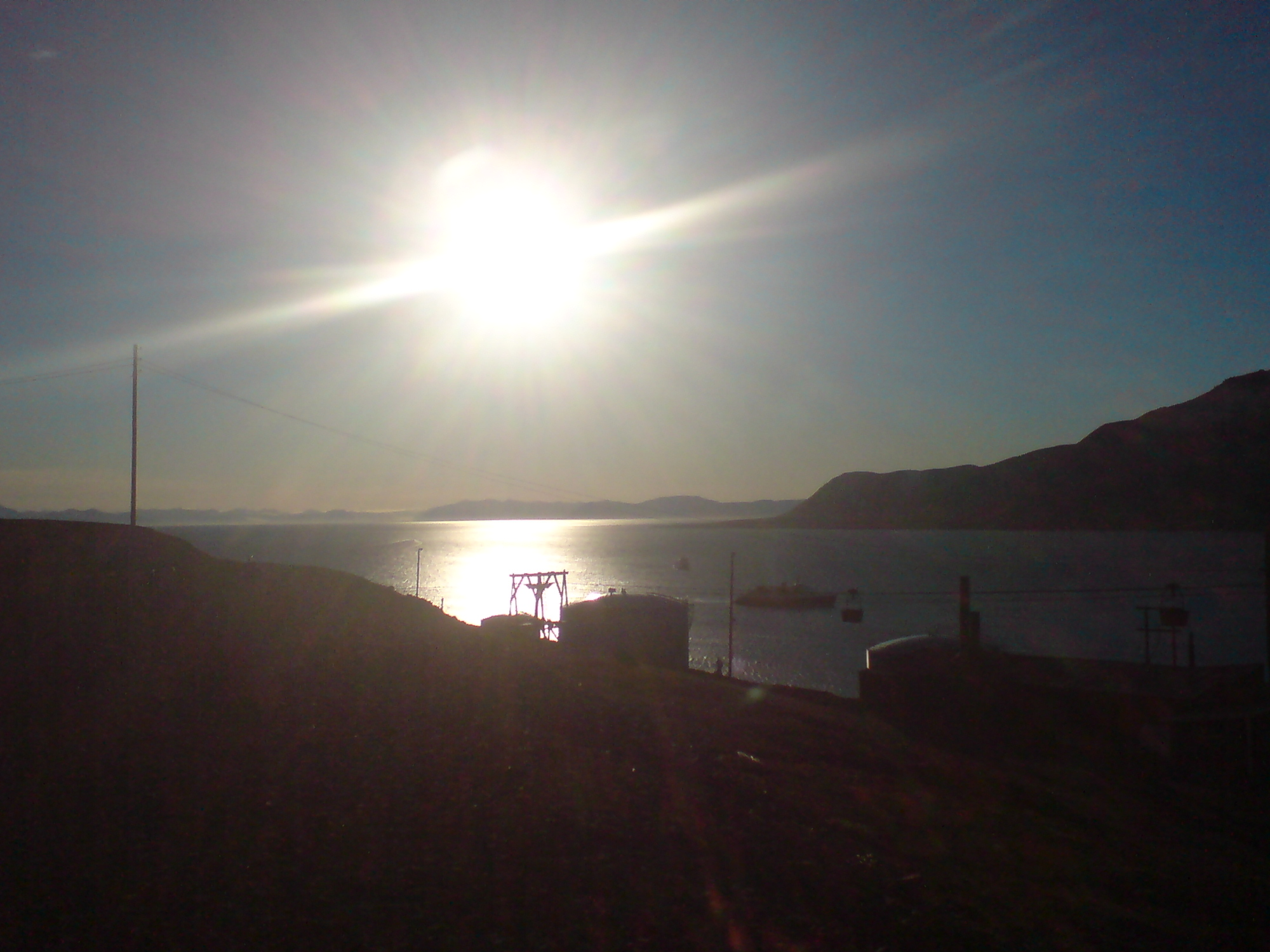
Půlnoční slunce v Longyearbyenu

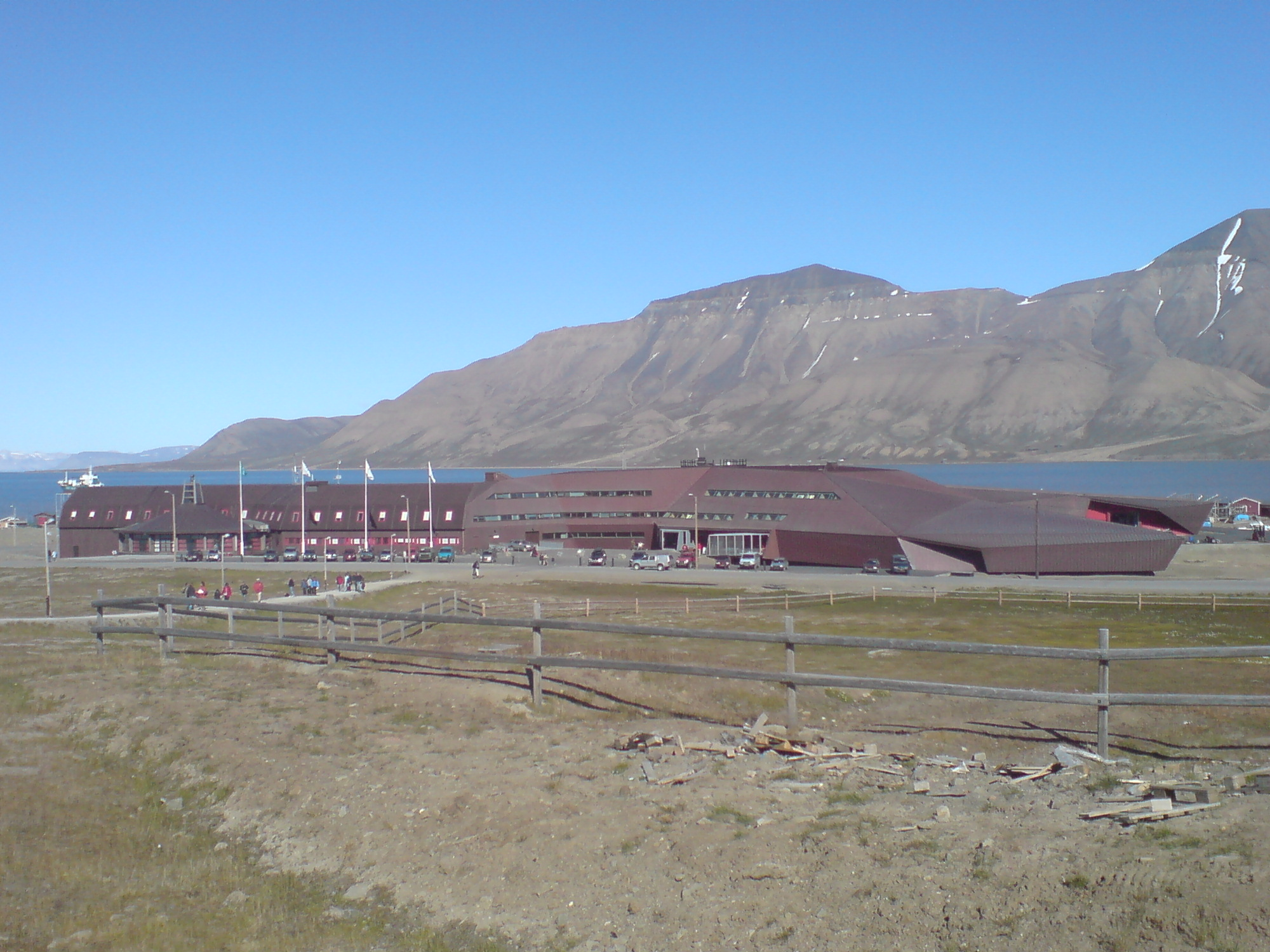
Univerzita UNIS

Longyearbyen (rusky Лонгйир) je největší město na norském souostroví Špicberky u Isfjordu. Leží na největším ostrově Spitsbergen. Má okolo 2 144 obyvatel, z toho většinu tvoří Norové a Rusové. Je to nejseverněji položené město na světě, nedaleko města je také nejseverněji položená vesnice Špicberků Ny-Ålesund. Sídlí zde i guvernér Špicberk (norsky Sysselmannen på Svalbard).

## Historie
Město založil v roce 1906 Američan John Munroe Longyear, který pocházel z Bostonu a pracoval ve společnosti Arctic Coal Company of Boston. Tehdy se jmenovalo Longyear City. Po něm je také jméno města, jen místo city se změnilo na byen, což znamená v norštině město. V roce 1916 se začalo těžit uhlí, těžbu provozovala firma Store Norske Spitsbergen Kulkompani. V současné době je v okolí města v provozu pouze jeden důl, číslo 7. Důl číslo 3 byl využit pro semennou banku Špicberské globální úložiště semen, bezpečné úložitě semen rostlin z celého světa. Ostatní doly jsou mimo provoz a nacházejí se v těsném sousedství domů tohoto města. Město je správním sídlem a sídlí zde guvernér, který vykonává jménem Norského království správu nad Špicberským souostrovím a ostrovem Jan Mayen.
Dne 8. září 1943 bylo město zničeno Němci, ale po druhé světové válce opět obnoveno. Do devadesátých let 20. století byla hlavní pracovní příležitostí těžba uhlí. V současné době má přednost v Longyearbyen výzkum, výuka a věda. Nový vědecký komplex je centrem mnohých těchto aktivit, zejména slouží místní vědecké poznatky rozvoji meteorologie, probíhá výzkum permafrostu-věčně zmrzlé půdy a další polární výzkumy. Dnes je to moderní město s rozvinutou infrastrukturou (pošta, banka, teplárna, pekárna, prádelna, benzinová pumpa, restaurace, supermarket, veřejná knihovna, městský hřbitov), díky bezcelní zóně i rozvinutým obchodem a čilým turistickým ruchem. Longyearbyen nabízí mnoho příležitostí obyvatelům i turistům, jako je moderní muzeum s expozicí věnovanou především historii, objevům a využití souostroví, dále je zde u školy plavecká hala a další sportovní haly (vše z roku 1996), tři hotely, hostel, dvě galerie, kostel, obchody pro turisty, kino, noční klub. V roce 1993 byla založena Univerzita Svalbard (UNIS), která nyní sídlí ve stejné moderní budově jako nedávno otevřené muzeum. U letiště je i kemping. Připravuje se znovuotevření dalšího muzea, muzea aviatiky. Hlavními aktivitami pro turisty je návštěva okolních hor, ledovců a útesů s ptačími rezervacemi, je možný po povolení i lov a rybolov, atrakcí je jízda se psím spřežením nebo na mořském kajaku po vodách Adventfjordu. Okolí města je i rájem pro geology, na své si přijdou i sběratelé fosilií, pokud se připojí k povolené expedici. Na jaře a v krátkém létě rozkvete okolí města tisíci malých nádherných barevných květů.
V roce 2014 byla v Longyearbyenu zřízena trvalá základna České arktické výzkumné stanice Josefa Svobody, kterou provozuje Jihočeská univerzita v Českých Budějovicích.

## Geografie
Longyearbyen leží mezi severním polárním kruhem a severním pólem na největším ostrově na Špicberkách Spitsbergen. Nachází se ve výběžku fjordu Isfjorden, na pobřeží fjordu Adventfjorden, pojmenovaného podle slova advent, město se rozkládá jednak na pobřeží, jednak vyplňuje část údolí Adventdalen podél řeky Longyearelva, vytékající ze dvou ledovců . Kvůli Golfskému proudu fjord nikdy nezamrzá. Město se rozkládá na 242,86 km². Jeho zeměpisné souřadnice jsou 78°13' severní šířky a 15°37' východní délky. Proto od 27. října do 15. února je zde polární noc a od 19. dubna do 25. srpna polární den. Všude v okolí je tundra, sníh nebo led, přesněji ledovce Larsbreen a Longyearbreen, které začínají nad nejzazší částí města, nad Nybyen, česky Nové město. Ve městě, v části Bykala je mezinárodní přístav a 8 km od centra města je i moderní letiště.

## Turistika
Většina turistů navštíví Longyearbyen na jaře a v létě. Na jaře je populární jízda na sněžných skútrech. Asi 3 km západně od města je letiště Špicberky, ze kterého se dá odletět do Tromsø nebo do Osla v Norsku. Na letišti přistálo v roce 2005 okolo 95 231 cestujících.

## Zajímavosti
V Longyearbyenu je nejsevernější banka, nemocnice, mateřská škola, knihovna, noční klub, hospoda, škola, supermarket a cestovní kancelář na světě.
V roce 1960 byly nedaleko tohoto města objeveny také fosilní otisky stop ornitopodních dinosaurů staré kolem 125 milionů let (raná křída), další pak byly odkryty v 70. letech 20. století a na začátku 21. století.

## Klima
V Longyearbyenu panuje arktické klima, ovšem díky vlivu Golfského proudu nejsou zdejší teploty extrémně nízké. V zimě průměrná teplota vzduchu neklesá pod −20 °C. V létě dosahuje průměrná teplota až +5 °C, přičemž v teplejších dnech může vystoupat až k +10 °C. Díky tomu zde v letních měsících rostou i malé rostliny, neboť teploty často zůstávají nad bodem mrazu i během noci. Nejvyšší teplota byla naměřena v červenci 1979, a to 21,3 °C. Nejnižší teplota byla naměřena v březnu 1986, a to −46,3 °C. Průměrný roční úhrn srážek je 210 mm.
| Měsíc                          | Led    | Úno    | Bře    | Dub    | Kvě   | Čer  | Čer  | Srp  | Zář  | Říj   | Lis    | Pro    | Rok     |
| ------------------------------ | ------ | ------ | ------ | ------ | ----- | ---- | ---- | ---- | ---- | ----- | ------ | ------ | ------- |
| Průměrná teplota přes den      | −11 °C | −11 °C | −11 °C | −7 °C  | −1 °C | 3 °C | 7 °C | 6 °C | 2 °C | −2 °C | −5 °C  | −10 °C | −3,5 °C |
| Průměrná teplota přes noc      | −17 °C | −17 °C | −16 °C | −13 °C | −5 °C | 1 °C | 4 °C | 3 °C | 0 °C | −5 °C | −10 °C | −15 °C | −7,5 °C |
| Průměrný počet dnů se srážkami | 22     | 18     | 18     | 17     | 18    | 16   | 17   | 19   | 20   | 22    | 22     | 22     | 231     |